# Drosophila paramelanica
Drosophila paramelanica este o specie de muște din genul Drosophila, familia Drosophilidae, descrisă de Griffen în anul 1942. Conform Catalogue of Life specia Drosophila paramelanica nu are subspecii cunoscute.